# سنگ نگاره‌های دره کند یک
سنگ نگاره‌های دره کند یک مربوط به دوران پیش از تاریخ ایران باستان است و در شهرستان سراوان، بخش مرکزی، روستای کندیک واقع شده و این اثر در تاریخ ۹ اردیبهشت ۱۳۸۲ با شمارهٔ ثبت ۸۵۰۲ به‌عنوان یکی از آثار ملی ایران به ثبت رسیده است.